# Adolf Wiklund
Adolf Wiklund (Långserud, Värmland, 5 de junio de 1879-Estocolmo, 2 de abril de 1950) fue un compositor y director de orquesta sueco. Su padre era organista. Después de graduarse en el Real Conservatorio de Estocolmo como organista y maestro de música, Wiklund fue galardonado con una beca para estudiar piano en Suecia y luego en París. Su debut como solista de piano llegó en 1902 tocando su propio Konsertstycke en do mayor, Op 1.
Después de 1911 trabajó principalmente como un director de orquesta. Dirigió la Real Orquesta de Suecia de 1911 a 1924, fue director de la Ópera Real de Estocolmo en 1923, y se desempeñó como director titular de la Sociedad de Conciertos de Estocolmo hasta 1938.
Las composiciones de Wiklund son de estilo romántico y nacionalista. Sus últimas obras muestran la influencia del impresionismo. Sus composiciones han tenido un gran impacto en la música sueca. Su producción incluye dos conciertos para piano, un poema sinfónico Sommarnatt och soluppgång ("Noche de verano y salida del sol"), una sinfonía, y una sonata para violín.

## Obras

### Orquesta
- Pieza de concierto (Konsertstycke) para piano y orquesta (1902)
- Obertura de concierto (1903)
- Concierto para piano n.º 1 mi menor, opus 10 (alrededor de 1906 a 1907, rev. 1935)
- Concierto para piano n.º 2 sol menor, Opus 17 (1917)
- Sommarnatt och soluppgång ("Noche de verano y salida del sol"), poema sinfónico, opus 19 (1918)

- Sinfonía op. 20, (1921-22)
- Tres piezas para orquesta de cuerdas (1924)
- Pequeña suite (1928)
  - 4. Sång till våren
- Prólogo sinfónico (1934)
- Till en dalkarl (para orquesta de cámara)
- Två melodier

### Música de cámara
- Sonata para violín en la menor (1906)

### Piano
- Tres piezas, op. 3
- Drei Intermezzi, op. 8
- Cuatro piezas líricas, op. 14
  - 1. Allegro enerigico
- Stämningar, op. 15
- Från mitt fönster (Seis imágenes de verano la niñez y juventud)

### Voz
- Cuatro lieder, op. 9
  - 1. Erwartung (Detlev von Liliencron)
  - 2. Abschied (Marie Madeleine von Puttkammer, nacida Günther)
  - 3. Abend (Johann Georg Fischer)
  - 4. Himmel oder Frühling? (Hermann von Gilm zu Rosenegg)
- Cuatro canciones, op. 12
  - 1. På floden (Viktor Rydberg con textos de Nikolaus Lenau)
  - 2. Sof, oroliga hjärta, sof (Johan Ludvig Runeberg)
  - 3. Som mandelblom (Bertel Gripenberg)
  - 4. Ved söen (Bjørnstjerne Bjørnson)
- En solvisa (Måtte Schmidt)
- Du är melodien (Måtte Schmidt)
- Lindagull (Bertel Gripenberg)
- Silkesko over gylden Læst (Jens Peter Jacobsen)
- Til majdag förer jeg hjem min brud (Jens Peter Jacobsen)
- Tre rosor har jag plockat (Sven Nyblom)
- Min lille dräng
- En dalmastrall (Carl Göran Nyblom), även för manskör[3]
- Kväll (Måtte Schmidt), för manskör